# Niclas Wahlgren
Niclas Hans Ivar Wahlgren, född 8 juli 1965 i Gustavsbergs församling i Stockholms län, är en svensk skådespelare, artist och programledare på radiokanalerna NRJ och Star FM.

## Karriär

### 1980-talet: Film och musik
Niclas Wahlgren debuterade som skådespelare vid fem års ålder i filmen Vill så gärna tro (han spelade son till Christina Schollins rollfigur Lillemor). Han slog igenom i ungdomsfilmen G – som i gemenskap 1983. Efter det ägnade han sig åt en musikkarriär. Mellan 1983 och 1986 släppte Wahlgren tre album med låtar som "Svart på vitt, i natt" och "Het lång sommarnatt".

### 1990-talet: Skådespeleri
Under 1990-talet återgick han till skådespeleriet. Han spelade en av huvudrollerna i musikalen Blodsbröder på Östgötateatern i Norrköping 1990, gjorde rollen som Jonathan i en teaterversion av Bröderna Lejonhjärta med lillebror Linus i rollen som Skorpan. 1993 spelade han i Hagge Geigerts fars Panik på kliniken på Lisebergsteatern. Han gestaltade Frank Sinatra i Eva Rydbergs fars Arnbergs korsettfabrik på Fredriksdalsteatern år 2000.

### 2000-talet: TV och musik
I TV har han medverkat i bland annat såpan Vita lögner. Han skrev manus och musik tillsammans med Morgan (Mojje) Johansson till barnprogrammen Nicke & Mojje och senare Nicke & Nilla, som han gjorde med sin syster Pernilla. Totalt har han gjort 120 barn-tv-program och tre barnskivor.
År 2001 lånade han ut sin röst till det tecknade barnprogrammet Magnus och Myggan och 2004 gjorde han comeback som sångare och släppte albumet Utan tvekan. Året efter släppte han albumet Modiga dårar. 2005 kom även Utan kläder i regn och låg topp tio på singel- och radiolistan hela sommaren.
2006 ställde han upp i Melodifestivalen med bidraget "En droppe regn". Låten kom på tredjeplats i deltävlingen i Karlstad och tog sig därmed till Andra chansen, men där kom den på åttonde och sista plats.
År 2007 släppte han "Inatt (part 2)" som blev en stor hit på radio. Samma år släppte han även singeln "Ta några steg".
Wahlgren har även skrivit musik till andra artister, bland andra till Svenska damlandslaget i fotboll, "Gula och blå" och Ola Svenssons "Baby I'm yours". Även till systersonen Benjamin Ingrosso där Wahlgren skrivit text till låtarna "Flickan på min gata" (2021), "Allt det vackra" (2021) och "Hur kan något så fint bli så fult?" (2022) Även låten "Jag tror på dig" som Ingrosso framförde 2022 på Konserthuset i Stockholm tillsammans med Kungliga Filharmonikerna. 
År 2009 deltog han i TV4:s Let's Dance, där hans danspartner var Jeanette Carlsson. I tävlingen slutade de på en femte plats.

### 2010-talet: Radio och TV

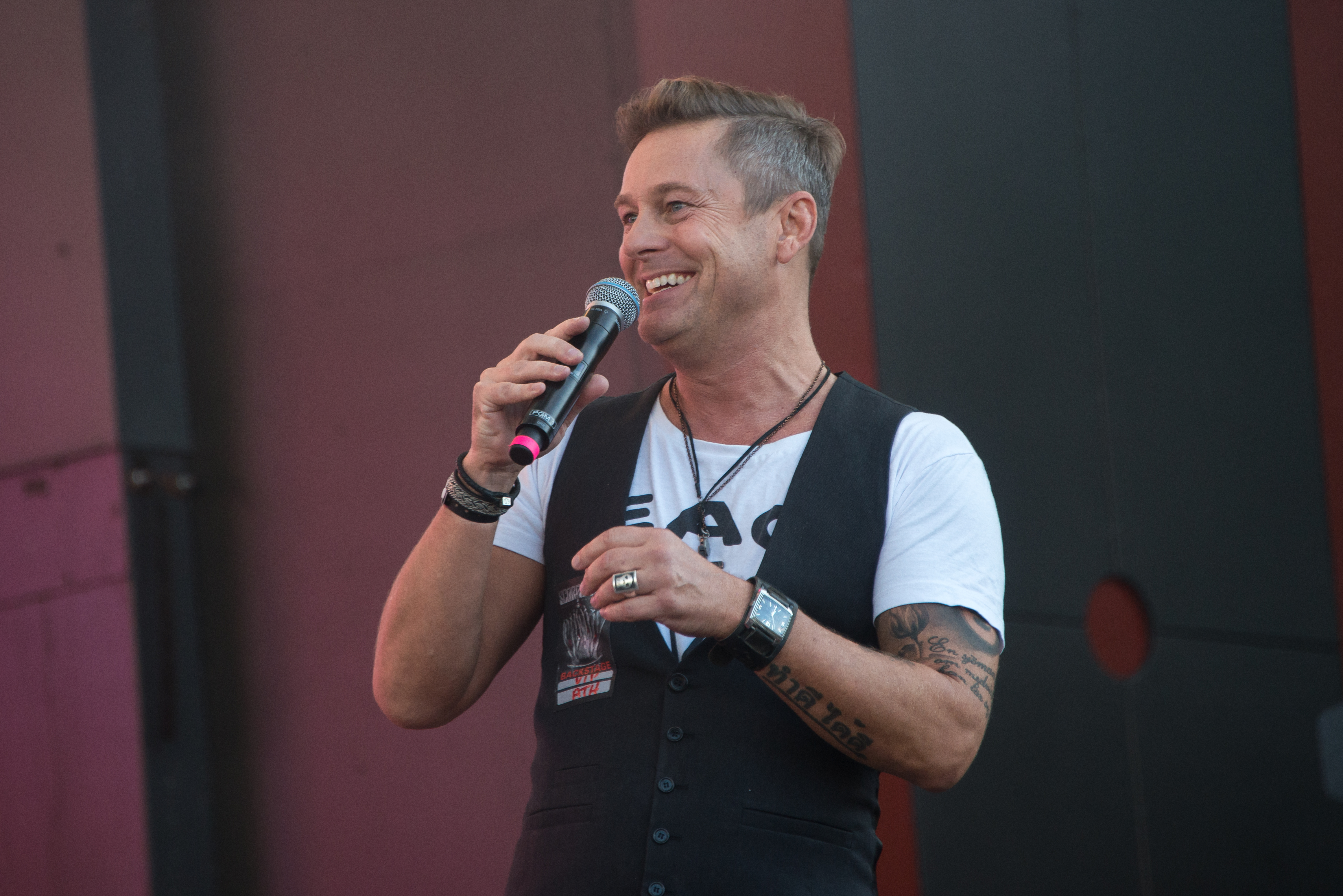
Niclas Wahlgren under RIX FM Festivalen 2016 i Kungsträdgården i Stockholm.

Mellan 2011 och 2013 var Niclas Wahlgren programledare på radiostationen Lugna Favoriter. Mellan 2014 och 2018 ledde han eftermiddagsprogrammet på Rix FM för att sedan gå över till konkurrenten NRJ där han var anställd fram till 2022.
Hösten/vintern 2013 sändes underhållningsprogrammet Fest hos Bagge Wahlgren på Sjuan. I programmet umgicks han och dåvarande hustrun Laila Bagge Wahlgren med kända gäster i villan på Lidingö i

## Familj
Niclas Wahlgren är son till skådespelarna Christina Schollin och Hans Wahlgren och bror till Pernilla Wahlgren och Linus Wahlgren. År 1989 fick han en son tillsammans med Mia Bodén. Han var senare gift med Laila Bagge, som han lärde känna under Let's Dance, men paret gick skilda vägar 2014. Tillsammans har de en son.

## Diskografi

### Album
- 1983 – Pokerface
- 1984 – Pokerface (återsläpp med bonusspår)
- 1984 – Niclas Wahlgren
- 1986 – Tidlös
- 2004 – Utan tvekan
- 2005 – Modiga dårar
- 2009 – Plommon

### Singlar
- 1983 – "Svart på vitt"
- 1984 – "Het lång sommarnatt"
- 1984 – "Värme"
- 1984 – "Inatt"
- 1985 – "Marie"
- 1985 – "Törst"
- 1986 – "Röra dej igen"
- 1987 – "Ringo en star" (ur musikalen Ringo)
- 1998 – "Åtti" (tillsammans med Sebastian Håkansson och Glen Spove)
- 2004 – "Innan du går"
- 2004 – "Hela vägen fram"
- 2005 – "För din skull"
- 2005 – "Utan kläder i regn"
- 2005 – "Jag skall ge dig en himmel"
- 2006 – "En droppe regn" (från Melodifestivalen 2006)
- 2006 – "Du är den"
- 2007 – "Inatt (Part 2)"
- 2008 – "Ta några steg"
- 2009 – "Extas"
- 2009 – "Du och jag nu"

## Filmografi i urval
- 1971 – Vill så gärna tro
- 1983 – G – som i gemenskap
- 2000–2001 – Vita lögner (TV-serie)

## Röstroller (urval)
- 1994 – Spindelmannen (TV-serie) (röst till Peter Parker / Spindelmannen)
- 1995 – Balto (röst till Muk & Luk)
- 1995 – Batman (TV-serie) (röst i de senare avsnitten)
- 1995 – Pinky och Hjärnan (TV-serie) (röst till Pinky)
- 1995 – Bumbibjörnarna (TV-serie) (röst i de senare avsnitten)
- 1995 – Starla och juvelriddarna (TV-serie)
- 1996 – Änglahund 2 (röst till Andrews)
- 1996 – Aladdin (TV-serie) (röst till Hakim & Xerxes)
- 1996 – Katten Gustaf (TV-serie) (röst till Binky & Plumse)
- 1996 – Lilla Djungelboken (TV-serie) (röst till Kaa)
- 1997 – Herkules (röst till Herkules)
- 1997 – Djungel-George (röst till Djungel-George)
- 1997 – Quack Pack (TV-serie)
- 1997 – Vita lögner (TV-serie)
- 1998 – Paulie (röst till Warren)
- 1998 – Små soldater (röst till Larry)
- 1999 – Fievel - Mysteriet med nattmonstret (röst till Bootlick)
- 2000 – Pokémon 2 - Ensam är stark (röst till Tracey)
- 2001 – Tom och Jerry – Den magiska ringen (röst till Joey)
- 2001 – Jimmy Neutron: Underbarnet (röst till Nick)
- 2001 – Magnus och Myggan (TV-serie)
- 2002 – Balto 2 - Flykten över det stora vattnet (röst till Muk)
- 2004 – Balto 3 - Förändringens vingar (röst till Muk & Luk)
- 2005 – Robotar (röst till Ratchet)
- 2005 – Madagaskar (röst till Kung Julien)
- 2006 – Haja läget!
- 2006 – Nicke Nyfiken
- 2006 – Bondgård (röst till Peck)
- 2007 – Min granne Totoro (röst till Kantas pappa)
- 2007 – Evan den allsmäktige (röst till Evan Baxter)
- 2007 – Myggan (TV-serie) (röst till Karl-Bertil)
- 2007 – Landet för längesedan XIII: Visdomens vänner (röst till Herr Trehorn)
- 2007 – Kikis expressbud (röst till Kikis pappa)
- 2007 – Kaleido Star (TV-serie) (röst till Fool)
- 2008 – Sagan om Despereaux (röst till Despereaux)
- 2008 – Madagaskar 2 (röst till Kung Julien)
- 2009 – Disco-Daggarna (röst till maskar)
- 2009 – Nicke Nyfiken 2: Apa på rymmen (röst till bonden)
- 2009 – Chuggington (TV-serie) (röst till Bonden Benny & Frostini)
- 2009 – Pingvinerna från Madagaskar (TV-serie) (röst till Kung Julien)
- 2011 – Spy Kids 4D (röst till Tick Tock)
- 2012 – Madagaskar 3 (röst till Kung Julien)

## Teater

### Roller (ej komplett)
| År   | Roll          | Produktion                                                                                            | Regi              | Teater              |
| ---- | ------------- | --- | ----------------- | ------------------- |
| 1986 | Benny         | Ringo Birgitta Götestam, Göran Arnberg och Magnus Fermin                                              | Birgitta Götestam | Göta Lejon          |
| 1987 | Ferdinand     | Tjuren Ferdinand Birgitta Götestam, Andreas Aarflot, Mats Lindberg, Lennart Simonsson och Ari Stockås | Birgitta Götestam | Göta Lejon          |
| 2000 | Frank Sinatra | Arnbergs korsettfabrik Franz Arnold och Ernst Bach                                                    | Hans Bergström    | Fredriksdalsteatern |
| 2002 |               | Pippi Långstrump Astrid Lindgren                                                                      | Staffan Götestam  | Göta Lejon          |
| 2015 | Fege härolden | Snövit - The musical Robert Dröse och Martin Land                                                     | Robert Dröse      | Maximteatern        |